# Швейгор Сельмер, Элизабет
Рангильда Элизабет Швейгор Сельмер (урождённая Швейгор, норв. Ragnhild Elisabeth Schweigaard Selmer; 18 октября 1923, Кристиания, Норвегия — 18 июня 2009, Осло, Норвегия) — норвежский юрист, политический и государственный деятель. Член партии Хёйре. Судья Верховного суда Норвегии в 1971—1990 годах, вторая женщина на этой должности после Лиллю Бёльвикен (1968), министр юстиции и полиции (внутренних дел) Норвегии в 1965—1970 годах, первая женщина на этой должности.

## Биография
Родилась 18 октября 1923 года в Осло. Одна из трёх сестёр. Родители — Нильс Анкер Станг Швейгор (Niels Anker Stang Schweigaard; 1884—1955) и Бетти Реймерс (Elisabeth (Betty) Reimers; 1886—1968). Двоюродная внучка политика Кристиана Хоманна Швейгора (1838—1899), премьер-министра в 1884 году.
Когда Норвегия была оккупирована Германией Элизабет было 16 лет и она училась в школе. В 1941 году её исключили из третьего, последнего класса кафедральной школы Осло с запретом на дальнейшее обучение за антинацистское сопротивление. В августе 1943 года, в возрасте 19 лет, она начала работать дешифровальщицей и связной между Норвежским движением Сопротивления и верховным командованием Вооружённых сил Норвегии в Лондоне. В октябре 1944 года гестапо разоблачило людей, с которыми она ежедневно контактировала и ей приказали отправиться в Швецию для службы в военном офисе норвежской дипломатической миссии.
Только после того, как Элизабет Швейгор вернулась в Норвегию в 1945 году, она начала изучать юриспруденцию в Университете Осло. Осенью 1949 года она окончила юридическое образование.
После непродолжительной работы в Министерстве юстиции сразу после экзамена она стала судьей в 1950–1955 годах сначала в Онсёй, а затем в судах Аскера и Берума. С 1955 года 10 лет работала в юридическом отделе Министерства юстиции секретарём, консультантом и начальником бюро. В 1965 году она стала судьёй по наследственным делам (skifteforvalter), первой женщиной на этой должности.
В 1947 году стала председателем студенческой организации партии Хёйре в Университете Осло (Den Konservative Studenterforening, DKSF). В 1951—1955 годах была членом городского совета Осло от партии Хёйре.
В октябре 1965 года Элизабет Швейгор Сельмер стала министром юстиции и полиции (внутренних дел) Норвегии в правительстве Пера Бортена, первой женщиной на этой должности.
С 1971 года по 1990 год была судьёй Верховного суда Норвегии.
Занимала большое количество государственных и частных должностей, в том числе была членом совета Музея движения сопротивления. С 1973 года — член негосударственной Норвежской академии языка и литературы.
Умерла 18 июня 2009 года в Осло.

## Личная жизнь
В январе 1950 года вышла замуж за учёного-юриста Кнута Сейерстеда Сельмера (1924—2009), сына профессора Эрнста Вестерлунда Сельмера (Ernst W. Selmer; 1890—1971).

## Награды
Награждена Медалью Обороны 1940—1945. В 1980 году стала командором Ордена Святого Олафа.